# Komeda
Komeda is een Zweedse popband uit Umeå. De band is vernoemd naar de Poolse jazzmusicus en filmcomponist Krzysztof Komeda.
Komeda maakt lichtvoetige, urbane popmuziek, met referenties naar filmmuziek, easy listening uit de jaren 60 en de repetitieve elementen van minimal music en Krautrock. Onder de lichtvoetige klank met eenvoudige melodische elementen liggen arrangementen die worden gedomineerd door vaak ritmisch verschoven, complexe harmoniek.
Stilistisch is Komeda verwant aan de band Stereolab.
De band werd in 1991 gestart als octet, met als doel het begeleiden van stomme films bij een Buster Keaton-festival en heeft onder de naam Projektor 7 ook eigengecomponeerde muziek toegevoegd aan andere stomme films. Deze muziek werd live gespeeld, meestal bij filmfestivals.
De band opereerde onder de naam Komeda vanaf 1993, en bestond toen uit zangeres Lena Karlsson, gitarist Henrik Andersson (in 1994 vervangen door Mattias Norlander), bassist Marcus Holmberg en drummer Jonas Holmberg, broer van Marcus.
In 2001 werd de band gereduceerd tot een trio door het vertrek van Norlander.
In 2000 bezorgde Komeda de muziek voor de tekenfilm Pettson och Findus - Kattonauten.
In 2006 werd de single "Check It Out" uit 1999 gebruikt in een reclame voor Old Navy .
In hetzelfde jaar werd "Out From the Rain" van het album Kokomemedada gebruikt in een Nintendo-reclame.

## Discografie

### Albums/ep's
- Pop På Svenska (1993)
- Plan 714 till Komeda (1995)
- The Genius Of Komeda (1996)
- What Makes it Go? (1998)
- Pop På Svenska & Plan 714 till Komeda (2001)
- Kokomemedada (2003)

### Singles
- "Rocket Plane (Music on the Moon)" (1996)
- "Boogie Woogie/Rock 'n' Roll" (1996)
- "Travels in Stereo" (1998)
- "It's Alright, Baby" (1998)
- "A Simple Formality" (Dot Remixes) (1998)
- "Check it Out" (1999)

### Multiartiest-verzamelaars
- North of No South (1992)
  - Track 01: "Magnifying Glass"
  - Track 16: "Mellow Song"
- North of No South 2 (1997)
  - Track 07: "More is More"
  - Track 12: "Rocket Plane"
- Aaaaaah...nonscd 75 (1998)
  - Track 01: "A Simple Formality"
  - Track 22: "Boogie Woogie/Rock N' Roll"
- Hitta Mitten (1998)
  - Track 04: "Our Connection"
- Atomium 3003 (2000)
  - Track 06: "A Simple Formality"
- Powerpuff Girls: Heroes and Villains (2000)
  - Track 07: "B.L.O.S.S.O.M."
- Our Little Corner of the World: Music from Gilmore Girls (2002)
  - Track 18: "It's Alright, Baby"